# Nico O'Reilly
Nico O'Reilly (Manchester, 21 maart 2005) is een Engels voetballer die bij voorkeur als middenvelder speelt. Hij speelt bij Manchester City.

## Clubcarrière
O'Reilly sloot zich op achtjarige leeftijd aan in de jeugdopleiding van Manchester City. In juli 2022 tekende hij zijn eerste profcontract. Op 10 augustus 2024 kreeg hij zijn eerste basisplaats van trainer Josep Guardiola in de gewonnen Community Shield tegen stadsrivaal Manchester United.  Op 24 september 2024 mocht hij opnieuw starten in de bekerwedstrijd tegen Watford.